# Cycas pectinata
Cycas pectinata é uma espécie de cicadófita do género Cycas da família Cycadaceae, nativa do sul de Yunnan, na China, Bangladesh, Butão, noroeste da Índia, Nepal, Camboja, Laos, Myanmar, Tailândia, Vietname e Malásia. Segundo dados de 2010, a população tende a descrescer.